# Cammell Laird 1907 F.C.

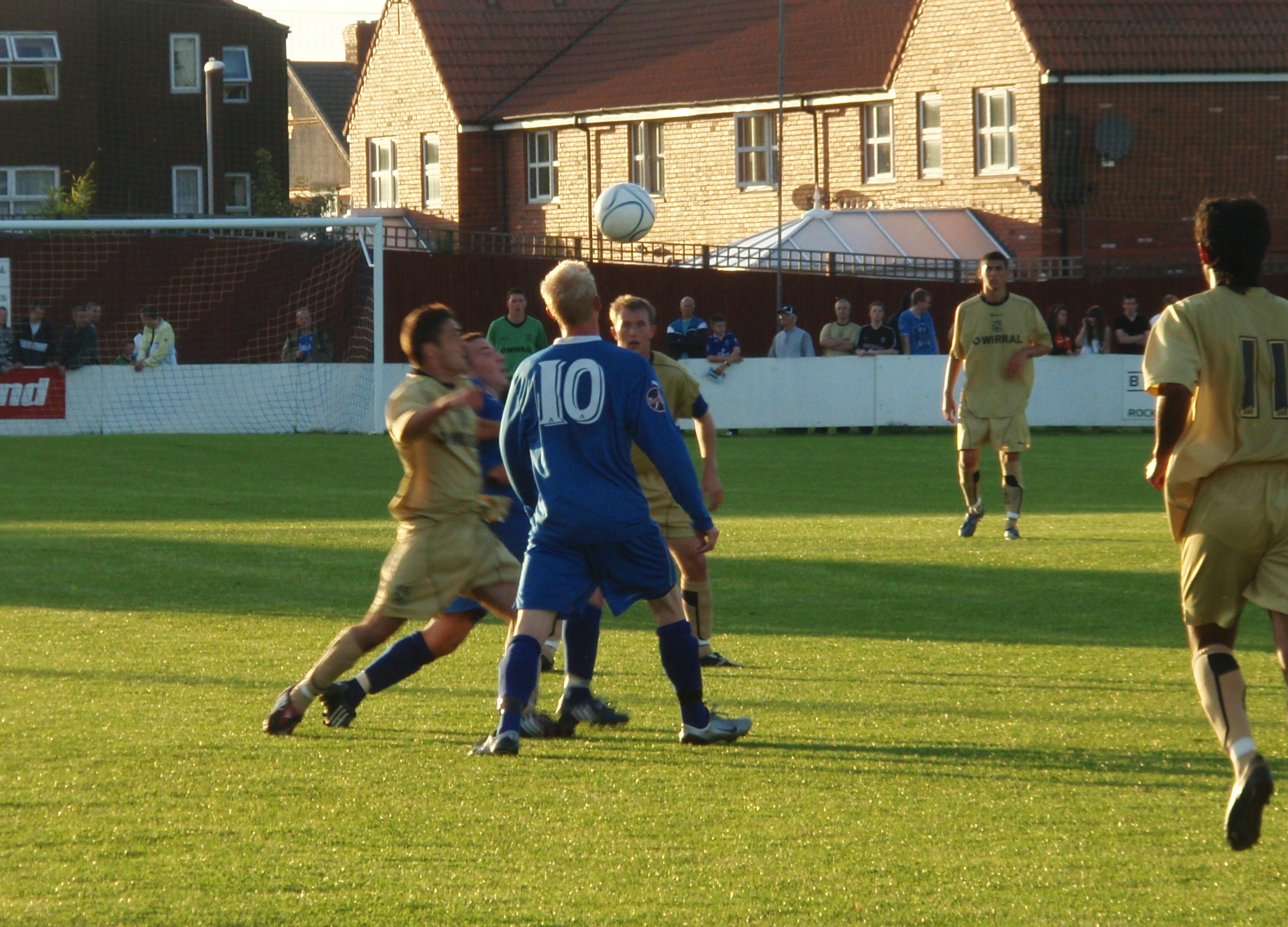
Trận đấu giao hữu giữa Cammell Laird và Tranmere Rovers năm 2008

Cammell Laird 1907 FC là một câu lạc bộ bóng đá bán chuyên nghiệp có trụ sở tại Birkenhead, Merseyside, Anh. Đội bóng hiện thi đấu tại North West Counties League Division One South và có sân nhà ở Kirklands.

## Danh hiệu
- North West Counties League
  - Nhà vô địch Division One mùa giải 2005–06
  - Nhà vô địch Division Two mùa giải 2004–05
  - Nhà vô địch Challenge Cup mùa giải 2004–05
  - Nhà vô đichh Division Two Cup mùa giải 2004–05
- West Cheshire League
  - Nhà vô địch Division One các mùa giải 1968–69, 1970–71, 1974–75, 1975–76, 1976–77, 1977–78, 1978–79, 1980–81, 1981–82, 1982–83, 1983–84, 1986–87, 1988–89, 1989–90, 1990–91, 1991–92, 1993–94, 1998–99, 2001–02
  - Nhà vô địch Division Two các mùa giải 1957–58, 1958–59
  - Nhà vô địch Pyke Challenge Cup các mùa giải 1969–70, 1975–76, 1976–77, 1977–78, 1978–79, 1991–92, 1992–93, 1993–94, 1998–99, 2001–02, 2014–15[2]
- Birkenhead & Wirral League
  - Nhà vô địch Division One mùa giải 1924–25
- Cheshire Senior Cup
  - Nhà vô địch mùa giải 2006–07[2]
- Cheshire Amateur Cup
  - Nhà vô địch các mùa giải 1972–73, 1975–76, 1980–81, 1981–82, 1992–93, 1993–94, 2000–01, 2002–03[2]
- West Cheshire Bowl
  - Nhà vô địch mùa giải 1957–58
- Wirral Senior Cup
  - Nhà vô địch các mùa giải 1971–72, 1976–77, 1977–78, 1978–79, 1979–80, 1987–88, 1989–90, 1990–91, 1994–95, 1999–2000, 2001–02[2]
- Shipley Cup
  - Nhà vô địch mùa giải 1920–21[3]
- Wirrall Minor 'B' Cup
  - Nhà vô địch mùa giải 1923–24[3]
- Regent Cup
  - Nhà vô địch mùa giải 1926–27[3]

- Thành tích tốt nhất tại FA Cup: Vòng loại thứ ba các mùa giải 2004–05, 2005–06[4]
- Thành tích tốt nhất tại FA Trophy: Vòng loại thứ ba các mùa giải 2006–07, 2008–09, 2012–13[4]
- Thành tích tốt nhất tại FA Vase: Bán kết mùa giải 2005–06[4]
- Kỷ lục khán giả đến sân nhà: 1,700 người trong trận đấu với Harwich & Parkeston, vòng năm FA Vase mùa giải 1990–91[1]